# Dominique Lapierre
Dominique Lapierre (Châtelaillon, 1931. július 30. – Saint-Tropez, 2022. december 4.) francia író.

## Művei
Regények
- Le Cinquième Cavalier (1980, társszerző Larry Collins)
- La Cité de la joie (1985)
  - Az öröm városa; fordította Havas István; Szent István Társulat, Budapest, 1988
  - Örömváros; fordította Greskovits Endre; Édesvíz Kiadó, Budapest, 1993
- Plus grands que l'amour (1990)
- New-York brûle-t-il? (2005, társszerző Larry Collins)

Önéletrajzi könyvek
- Mille soleil (1999)
- Inde ma bien-aimée) (2010)

Életrajzok
- Chessman m'a dit (1960)
- ...Ou tu porteras mon deuil (1968, társszerző Larry Collins)

Történelmi könyvek
- Paris brûle-t-il? (1965, társszerző Larry Collins)
  - Párizsi csata; fordította Bart István; Aquila Kiadó, Debrecen, 1996
- Ô Jérusalem (1972, társszerző Larry Collins)
  - Ó, Jeruzsálem!; fordította Bart István; Aquila Kiadó, Budapest, 1999
- Cette nuit la liberté (1975, társszerző Larry Collins)
  - Szabadság éjfélkor. India függetlenné válásának drámai története (Opus magnum); fordította Soproni András; Corvina Kiadó, Budapest, 2001
- Il était minuit cinq à Bhopal (2001, társszerző Javier Moro)
- Un arc-en-ciel dans la nuit (2008),

Útikönyvek
- Un dollar les mille kilomètres (1949)
- Il était une fois l'URSS (2005, társszerző Jean-Pierre Pedrazzini)
- Lune de miel autour de la Terre (2005)

## Művei alapján készült filmek
- Párizs ég? (Paris brûle-t-il?) (1966, René Clément rendezésében)
- Örömváros (City of Joy) (1992, Roland Joffé rendezésében)
- Una nube sobre Bhopal (2001, dokumentumfilm, Gerardo Olivares és Larry Levene, az Il était minuit cinq à Bhopal alapján)
- Az alkirály háza (Viceroy's House) (2017, Gurinder Chadha rendezésében, a Szabadság éjfélkor alapján)

## Díjai, elismerései
- Padma Bushan (2008)[10]